# 토드 그라프

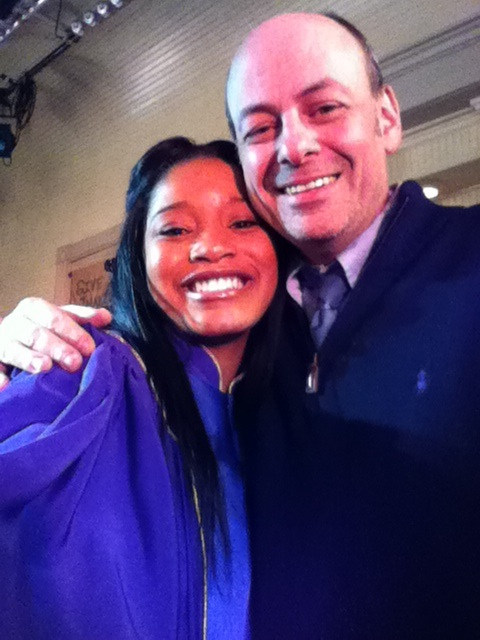
2011년 키키 파머와 함께

토드 그라프(Todd Graff, 1959년 10월 22일 ~ )는 미국의 배우, 작가, 감독, 제작자이다. 뮤지컬 《Baby》(1984) 출연을 통해 1984년 제39회 토니상 뮤지컬 부문 남우조연상 후보에 지명되었다. 또한 연출과 각본을 맡은 《Camp》(2003)로 2003년 선댄스 영화제 심사위원상 후보에 올랐다.

## 작품 목록

### 영화 각본·연출
- 러브 어게인 (1992) - 각본만
- 사랑의 커피 (1993) - 각본만
- Camp (2003) - 연출 겸임
- 드림업 (2009) - 연출 겸임
- 조이풀 노이즈 (2012) - 연출 겸임

### 영화 출연
- 5번가의 비명 (1987)
- 닉키와 지노 (1988)
- 심연 (1989)
- 사랑 사기꾼 (1990)
- 스트레인지 데이즈 (1995)
- 스무치 죽이기 (2002)

### 텔레비전 기획
- 크라우디드 (2023)

### 텔레비전 출연
- 시카고 메디컬 (1995)
- 못말리는 유모 (1997)

### 뮤지컬 출연
- Baby (1984)